# Neil Jordan
Neil Jordan (Sligo, 25 de febrero de 1950) es un director de cine y novelista irlandés. En 1992 obtuvo el Óscar al mejor guion original por The Crying Game.

## Filmografía
- Angel (1982)
- En compañía de lobos (The Company of Wolves, 1984)
- Mona Lisa (1986)
- El hotel de los fantasmas (High Spirits, 1988)
- We're No Angels (1989)
- Amor a una extraña (The Miracle, 1991)
- Juego de lágrimas (The Crying Game, 1992)
- Entrevista con el vampiro (Interview with the Vampire: The Vampire Chronicles, 1994)
- Michael Collins (1996)
- The Butcher Boy (1997)
- In Dreams (1999)
- The End of the Affair (1999)
- Not I (2000)
- The Good Thief
- Desayuno en Plutón (Breakfast on Pluto, 2005)
- The Brave One (2007)
- Ondine (2009)
- Byzantium (2013)
- La viuda (2018)

## Televisión
- The Borgias (2011)

## Premios y reconocimientos
Premios Óscar
| Año  | Categoría            | Trabajo nominado | Resultado |
| ---- | -------------------- | ---------------- | --------- |
| 1993 | Mejor director       | The Crying Game  | Nominado  |
| 1993 | Mejor guion original | The Crying Game  | Ganador   |

Premios BAFTA
| Año  | Categoría            | Trabajo nominado      | Resultado |
| ---- | -------------------- | --------------------- | --------- |
| 2000 | Mejor Guion Adaptado | The End of the Affair | Ganador   |